# Svenska fruktföreningen UPA
Svenska fruktföreningen UPA var ett fruktförädlingsföretag i Urshult i Småland som var verksamt mellan 1920 och 1972. Det skapades som en ombildning av företaget Urshults fruktbolag som grundats 1915. Det växte fram med äppelodlingarna runt sjön Åsnen och järnvägen som kom till orten år 1900. Det tillverkade bland annat cider, mos och sylt av färsk frukt.

## Historia
I trakten norr om Urshult har det odlats frukt i århundraden. Sjön Åsnen skapar ett utjämnat mikroklimat och stenbundna marker som sluttar mot sjön är lämpliga för fruktodling och har främjat småskaligt lantbruk.
Fruktförädlingen som lade grunden till företaget Urshults fruktbolag inleddes i Urshult 1915 genom ett kok äppelmos i Möllekullahandlaren Gunnar Nilssons källare. Tillsammans med sin bror Knut R. Stanler startade han bolaget 1916. En industriell förädlingsindustri växte snabbt fram med tillverkning av mos, saft, sylt, cider et cetera. Inte bara äppelprodukter utan även andra frukter och olika bärsorter ingick i tillverkningen. Redan 1918 förädlades 1 000 ton till olika produkter och företaget hade över 100 anställda.
Samma år, 1918, inträffade en tragisk händelse när fördäcket på ångfartyget S/S Per Brahe lastades tungt med tunnor med stora mängder fruktmos från fruktbolaget. Ute på Vättern blev vädret stormigare än förväntat, vilket ledde till att de osurrade tunnorna kom i rörelse. Det var en orsak till att fartyget sedermera förliste och 24 människor omkom, däribland John Bauer.
Fruktbolaget ombildades 1920 till Svenska fruktföreningen UPA, där UPA - utan personlig ansvarighet, var en juridisk term för en ekonomisk förening i vilken odlare och andra intresserade kunde köpa andelar. Ekonomiska föreningar, till skillnad från större industrier, var typiskt för området runt Urshult.
Elektrisk drift inrättades 1925 och med nya maskiner var tillverkningskapaciteten 50 000 kilogram fruktmos per dag. Under det året fanns det 497 fruktodlare och leverantörer. Obefintliga investeringskostnader och stora möjligheter för avsättning gjorde att bygden fick ett ekonomiskt uppsving. Under 1920-talet orsakade klimat, skadeinsekter och pressade priser lite svårigheter medan perioden från 1930 till 1950-talet var goda tider för Urshults fruktodlare. Lönsamheten försämrades under 1950-talet och frukten fick konkurrens av jordgubbsodlingar som hade stor omfattning fram till 1980-talet. Förädlingsindustrin upphörde 1972.
Knut R. Stanler var Svenska fruktföreningens disponent från dess bildande fram till 1952.